# Взрыв в ночном клубе Бэлликелли
Взрыв в Бэлликелли (англ. Ballykelly bombing), также известен как Взрыв в Дроппин-Уэлл (англ. Droppin Well bombing, ирл. Buamáil Droppin Well) — террористический акт, совершённый 6 декабря 1982 в ночном клубе города Бэлликелли, графство Лондондерри, Северная Ирландия. Бомба с часовым механизмом взорвалась в 23:15 по местному времени в ночном клубе «Дроппин-Уэлл» (англ. Droppin Well), в результате взрыва погибли 11 солдат из казарм Шеклтон и шесть гражданских лиц, 30 человек были ранены.
Организаторами терактов были боевики Ирландской национальной освободительной армии (ИНОА). Четверо основных исполнителей были приговорены к пожизненному лишению свободы. Целью боевиков были британские солдаты, посещавшие ночной клуб.

## Атака
Бомба была изготовлена боевиками в окрестностях Дерри. Один из членов ИНОА позднее рассказал, что ирландские террористы неоднократно проводили разведку в окрестностях «Дроппин-Уэлл», чтобы выяснить, сколько солдат появляется на дискотеке, и тем самым предотвратить гибель гражданских. Вечером в понедельник 6 декабря 1982 оперативник ИНОА заложил бомбу внутри здания ночного клуба, где находились в тот момент около 150 человек. По свидетельствам Королевской полиции Ольстера, мощность бомбы составляла от 2,3 кг до 4,5 кг в гелигнитовом эквиваленте. Размер бомбы позволял её спрятать в сумке, однако террористы оставили её около опоры.
В 23:15 бомба сдетонировала. Взрыв произошёл не так близко к посетителям, и взрывная волна пробила крышу. Однако стены здания рухнули прямо на посетителей: большинство погибли от травм, полученных при падении кусков бетона и арматуры. Спасательные работы продолжались вплоть до утра следующего дня: последнего выжившего достали в 4 часа утра, а тело последнего погибшего извлекли в 10:30. Жертвами стали 17 человек (11 солдат и 6 гражданских), около 30 были ранены. Из гражданских пять погибших были женщины, трое — подростки (Алан Каллахэн, Валери Макинтайр, Энджела Мария Хул). Из 11 погибших солдат восемь были из 1-го батальона Чеширского полка, два из Армейского корпуса снабжения и один из лёгкой пехоты. Командир роты Боб Стюарт находился на сцене в момент взрыва, и гибель его шести сослуживцев повергла его в шок и депрессию: он даже чуть не покончил с собой.

## Последствия
Обвинения в совершении взрыва были предъявлены Временной ИРА, которая отрицала свою причастность. К 8 декабря британская армия уже убедилась в причастности ИНОА ко взрывам, поскольку ИРА побоялась гибели гражданских лиц. Вскоре Ирландская национальная освободительная армия сделала заявление, что гибель британских солдат в Ирландии не является чем-то из ряда вон выходящим и не стоит внимания СМИ и британской администрации, а погибшие женщины были «эскортными девушками».
Совершённый взрыв был осуждён обеими сторонами конфликта. Правительство Ирландии вскоре объявило ИНОА вне закона, пригрозив тюремным заключением сроком до семи лет за сотрудничество с этими боевиками. Лидер ИНОА Доминик Макглинчи заявил, что ИНОА шесть раз связывалась с владельцем ночного клуба, а её боевики безуспешно уговаривали его не пускать британских солдат. Владелец, по его же словам, прекрасно знал, что в здании может прогреметь взрыв в любой момент. Также распространена версия, что ирландцы хотели тем самым добиться свёртывания военной базы НАТО в Бэлликелли.
Через шесть дней полиция Ольстера обнаружила в Арма на блокпосте трупы боевиков Шеймуса Грю и Родди Кэрролла. Следствие предположило, что они собирались перевезти Макглинчи в Северную Ирландию, однако эта версия не подтвердилась: следов пребывания Макглинчи в машине не было обнаружено, а сами боевики не были вооружены.

## Суд и приговор
В июне 1986 года четверо боевиков ИНОА (сёстры Анна Мур и Хелена Семпл, Имон Мур (однофамилец), Патрик Шоттер) были приговорены к пожизненному лишению свободы. Анна Мур в тюрьме вышла замуж за лоялиста Бобби Корри. Пятым осуждённым была дочь Анны, Жаклин Мур, она была обвинена в непредумышленном убийстве и была приговорена всего к 10 годам заключения, так как суд счёл, что её принудили к участию в теракте мать, тётка и Шоттер, её тогдашний бойфренд. На момент ареста Жаклин была беременна и родила уже в заключении. Все осуждённые были выходцами из Дерри.